# Francis Braganza
Francis Leo Braganza, né le 29 janvier 1922 à Bandra (Bombay) en Inde et mort le 21 décembre 2011 à Ahmedabad (Inde), était un prêtre jésuite indien et éducateur. Après avoir exercé des positions de gouvernement dans la Compagnie de Jésus, il fut nommé évêque de Baroda (Vadodara) en 1987. 

## Biographie
Né le 29 janvier 1922 à Bandra, un faubourg septentrional de Bombay en Inde, Francis entre chez les Jésuites le 28 mai 1938 et fait son noviciat à Shembaganur, près de Kodaikanal au Tamil Nadu. À la fin de sa formation spirituelle et académique, il est ordonné prêtre le 21 novembre 1951.
De 1956 à 1961, Braganza est professeur aux facultés universitaires Saint-Xavier d’Ahmedabad au Gujarat et est ensuite envoyé comme recteur et directeur du collège ‘Holy Rosary’ à Baroda (aujourd’hui Vadodara) en 1961 et 1962. De 1963 à 1968, il est supérieur provincial des Jésuites de la région du Gujarat.
En 1967 le père Braganza est appelé à Rome pour y être l’assistant du Supérieur général des Jésuites Pedro Arrupe et s'occuper des affaires concernant les Jésuites d’Asie du Sud. Il revient en Inde en 1970 pour être le ‘Principal’ des facultés universitaires d’Ahmedabad au Gujarat. Il y reste jusqu’en 1980.
Le 25 avril 1987 le pape Jean-Paul II nomme le père Braganza ‘évêque de Baroda’ (aujourd’hui ‘Vadodara’). Il en est le deuxième. Il reçoit la consécration épiscopale des mains de l’archevêque de Bombay, Mgr Simon Pimenta, le 29 juin de la même année. 
Atteignant l’âge de 75 ans en 1997, Mgr Braganza présente sa démission. Le 29 août 1997 l’évêque émérite prend sa retraite dans la résidence jésuite d’Ahmedabad où il meurt le 21 décembre 2011. Ses funérailles ont lieu le lendemain dans sa cathédrale Notre-Dame du Rosaire de Baroda où il est enterré.